# Лігурія
Лігу́рія (італ. Liguria) — регіон Італії. Розташований на півночі країни, на узбережжі Лігурійського моря, розподілена на провінції Генуя (GE), Імперія (IM), Спеція (SP) та Савона (SV), площа 5418 км², населення 1 612 927 осіб (2012).
Столиця — Генуя.
Найбільші річки: Борміда (153 км), Требб'я (115 км), Серів'я (90 км). Найвищі гори: Монджоє (2630 м), Сакарелло (2200 м), Маджораска (1799 м). Національний парк Чинкве-Терре. Регіональні природні парки: Антола, Авето, Бейґуа, Портофіно, Брік Тана, П'яна Криксія.
Пам'ятки історії й культури: старе місто, кафедральний собор, площа Сан Маттео, вул. Гарібальді, акваріум (Генуя), музей мореплавства (Спеція).
Типова страва — тренетте аль песто (широка локшина з тонко порізаними шматочками картоплі під соусом песто з тертим сиром).
Типові вина — Чинкве-Терре (італ. Cinque Terre), Россезе ді Дольчеаква, Ш'яккетра.
На честь Лігурії названий астероїд 356 Лігурія.

## Присутність українських церковних громад у Лігурії
Загальна чисельність українців в області Лігурія станом на 2016 рік становить 4.806 осіб
На території області активно діють церковні громади у містах Генуя (з 2003 року) [Архівовано 5 листопада 2016 у Wayback Machine.] св Степана (
Chiesa di Santo Stefano (Genova) ) Савона (з 2004)  Пресвятого Серця Ісуса  (Chiesa del Sacro Cuore (Savona) ) К'яварі (2006) при храмі святого Бернарда Сієнського (Monastero di San Bernardino (Chiavari))